# Cañón de nieve

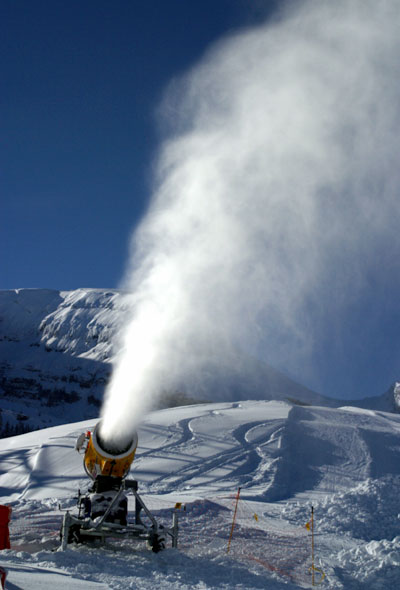
Cañón de nieve en Wildhaus (Suiza).

Un cañón de nieve o cañón innivador es un dispositivo que permite fabricar nieve a partir de agua y aire presurizados y expulsados a baja temperatura. Son ampliamente utilizados en las estaciones de esquí de todo el mundo para innivar artificialmente las pistas cuando no se producen precipitaciones de nieve natural. 
La fabricación de nieve implica, aparte de los cañones, una infraestructura completa de tuberías, bombas, gestión central informatizada y balsas de agua. Debido a su coste de operación, las instalaciones de nieve artificial solo se encuentran en estaciones de cierto tamaño o en aquellas donde no nieva demasiado pero, en cambio, la temperatura suele ser lo suficientemente baja como llevar a cabo con éxito la innivación. 
Algunos aficionados al esquí consideran que la nieve artificial es de inferior calidad que la natural debido a que los copos artificiales son más densos que los naturales.

## Historia
El cañón de nieve fue inventado por los ingenieros estadounidenses Art Hunt, Dave Richey y Wayne Pierce en 1950. Las primeras pruebas se llevaron a cabo en una estación de esquí del estado de Nueva York. La innivación artificial empezó a utilizarse a escala comercial a principios de los años 1970. La primera estación de esquí europea que dispuso de un sistema de innivación artificial fue Flaine, en la Alta Saboya, que inauguró su primera red de cañones en 1973. La primera estación española que dispuso de cañones de nieve artificial fue La Molina (Gerona) en 1985. Desde entonces la tecnología de los cañones ha ido mejorando y adaptándose a las peculiaridades climáticas de las diferentes cadenas montañosas. Actualmente las instalaciones son muy comunes en casi todas las grandes estaciones de esquí de Europa, Norteamérica y Australia. La fabricación de nieve se ha convertido en algo esencial en esta industria turística hasta el punto que algunas estaciones dependen en gran medida de los cañones para culminar con éxito la temporada.

## Funcionamiento

Curva de fabricación de nieve.

Fabricar nieve es costoso, por lo que solo se fabrica en lugares donde se obtiene gran rentabilidad de la nieve. Los cañones de última generación persiguen aumentar al máximo la producción reduciendo el coste de energía y de agua, así como minimizando el impacto que toda instalación de nieve artificial tiene sobre el medio ambiente. 
Las plantas de fabricación de nieve requieren grandes y costosas bombas de agua y compresores de aire que hacen uso de gran cantidad de energía. Algunos sistemas llegan a emplear 13 500 caballos de potencia (10 100 kW) a pleno rendimiento. Necesitan, asimismo, grandes suministros de agua. Para innivar con 30 cm de nieve 4000 m2 es necesario emplear 96 000 litros de agua. Por esta razón los fabricantes de cañones y sistemas de innivación están desarrollando equipos más eficientes que demanden menos energía y agua para innivar la misma superficie de terreno. 
Uno de los avances más recientes ha sido la informatización de los sistemas de innivación artificial. Anteriormente se encendían los cañones a mano y a discreción del técnico. Con los nuevos sistemas es un ordenador el que programa la innivación y la pone en marcha cuando se dan las condiciones óptimas para el innivado. 

### Sistema de innivación
La innivación artificial comienza con una fuente de agua en un río, lago o embalse. El agua se bombea a través de una tubería hacia la montaña mediante una potente bomba. Esta agua, una vez en el área por innivar, se distribuye a través de una compleja red de cañerías que interconecta toda la instalación. Algunas estaciones añaden al agua un agente (biodegradable y no tóxico) que facilita a las moléculas de agua tomar la forma adecuada para formar un cristal de hielo.  
El siguiente proceso es la adición de aire.Se realiza mediante una planta dedicada. Esta planta cuenta con un compresor de aire que lo enfría y se encarga de retirarle la humedad que porte. Algunos sistemas también enfrían el agua antes de que entre en el sistema para que así se congele mejor. Este aire frío y muy seco se dirige por un gasoducto paralelo al de la tubería de agua. Ambos confluyen en el cañón, que expulsa aire y agua a un tiempo. Si las condiciones son las adecuadas la nieve se forma en el acto. 
Los cañones pueden ser fijos o móviles. La infraestructura, sin embargo, es siempre fija y solo se puede modificar durante las obras de acondicionamiento de la estación en la temporada baja.

### Cañones

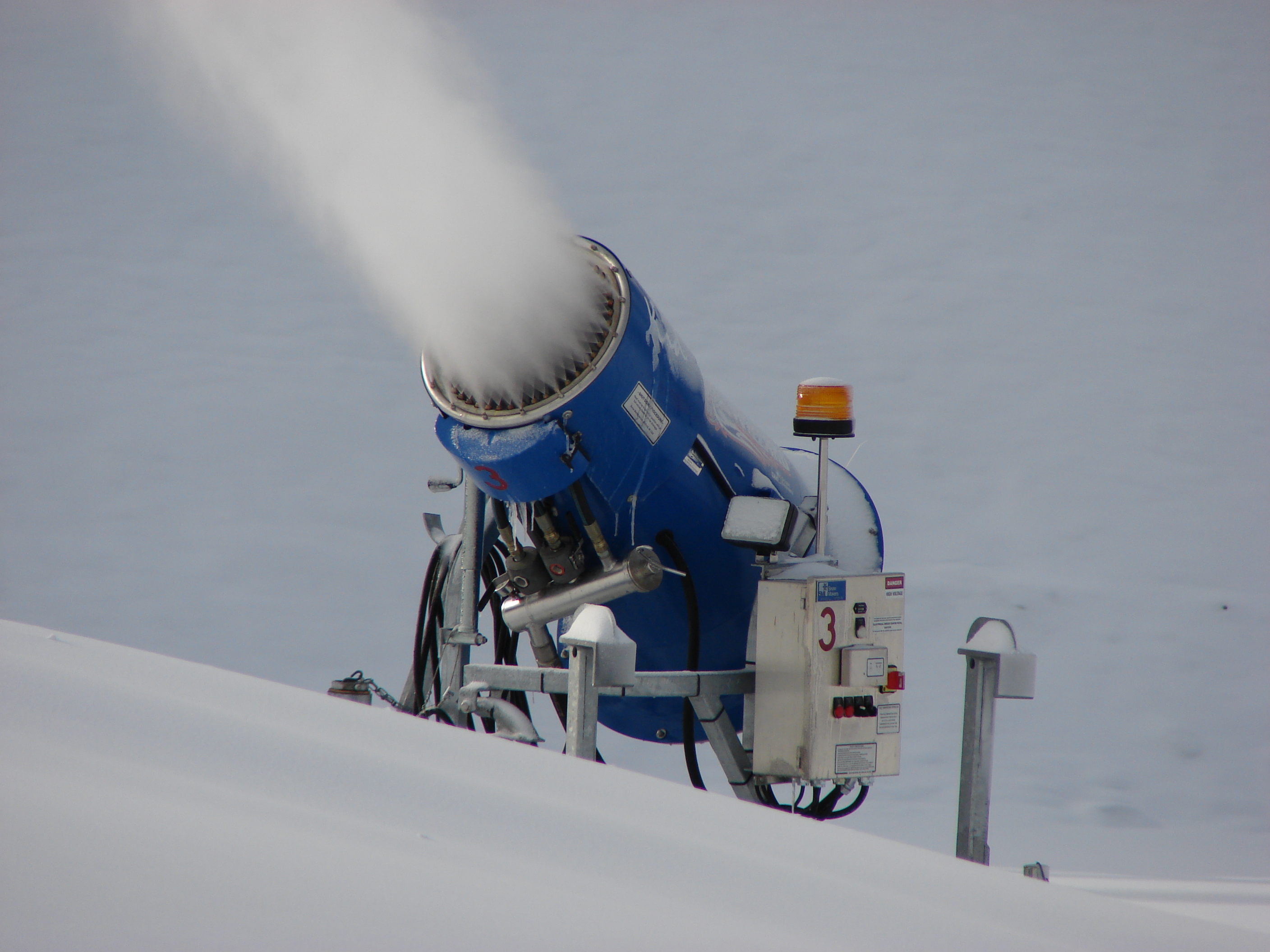
Cañón ventilador.

Hay diferentes tipos de cañones pero todos siguen el principio de combinar aire y agua para fabricar nieve. En los cañones más modernos se puede cambiar el tipo o la calidad de la nieve regulando la cantidad de agua que se añade a la mezcla. En los más antiguos la cantidad de agua es siempre la misma por lo que la calidad de la nieve vendrá determinada por la temperatura y la humedad del aire.
Hay tres tipos esenciales de cañones de nieve: de mezcla interna, de mezcla externa y cañones ventiladores. 
- Mezcla interna: Los cañones disponen de una cámara donde el agua y el aire se mezclan y salen violentamente a través de las toberas cayendo en forma de nieve sobre el terreno. Estos cañones suelen estar pegados al suelo sobre un trípode y necesitan gran cantidad de aire comprimido. Los cañones de mezcla interna más modernos pueden situarse sobre una torre para ahorrar aire.

- Mezcla externa: Disponen de toberas separadas, unas para el aire y otras para el agua. La mezcla se produce en el exterior del cañón cuando salen a gran velocidad y muy comprimidos los chorros de aire y agua. Suelen estar situados en torres.

- Cañones ventiladores: Son muy diferentes a los otros dos porque requieren electricidad para alimentar un ventilador y un pequeño compresor. El ventilador propulsa el agua comprimida hacia delante congelándola. El pequeño compresor que incorporan permite a estos cañones operar en áreas donde no hay instalación previa de aire comprimido. En algunas estaciones que hacen uso de este tipo de cañones no se instala la planta de aire, lo que supone un ahorro considerable.